# 馬蒂亞·卡戴拉
馬蒂亞·卡戴拉（義大利語：Mattia Caldara，1994年5月5日—）是意大利的一位足球運動員。現時效力意甲球隊AC米兰，在場上的位置是中後衛。2017年，他轉會尤文圖斯，但因被尤文圖斯外借至亞特蘭大，因此實際上仍然效力於亞特蘭大。他也代表意大利U21國家隊參賽並參加了2017年歐洲U21足球錦標賽。

## 外部連結
- （页面存档备份，存于）
- Soccerway資料庫：馬蒂亞·卡戴拉